# Blanche Barton
Blanche Barton (nascida Sharon Densley em 2 de outubro de 1959) é uma ocultista estadunidense. Ostenta o título de Magistra Templi Rex da Igreja de Satã (Church of Satan ou CoS em inglês), e é chamada pelos satanistas de Magistra Barton.
Anteriormente, Barton era Grande Sacerdotisa da Igreja de Satã, cargo auto-indicado que ela reivindicou após a morte de Anton LaVey. Ela permaneceu como Grande Sacerdotisa até 30 de abril de 2002, quando indicou Peggy Nadramia como Grande Sacerdotisa e assumiu o cargo anterior de Nadramia, o de presidente do "Conselho dos Nove", grupo que gerencia a Igreja de Satã. Em 1999 ela iniciou uma fracassada campanha para levantar US$ 400.000, que seriam utilizados para recomprar a "Black House", onde muitos dos ritos notórios da Igreja foram realizados.
Barton escreveu The Church of Satan: A History of the World's Most Notorious Religion (1990) e The Secret Life of a Satanist: The Authorized Biography of Anton LaVey (1990).
Barton e LaVey tiveram um filho, Satan Xerxes Carnacki LaVey (nascido em 1 de novembro de 1993).

## Obras
Escritos de Barton (da página da Igreja de Satã)
- (em inglês)-Boas vindas de Barton na página oficial da CoS
- (em inglês)-Sycophants Unite!
- (em inglês)-Satanic Feminism
- (em inglês)-Mandatory Education: Teaching Pigs To Sing
- (em inglês)-The Georges Montalba Mystery